# Acaena splendens
Acaena splendens é uma espécie de rosácea do gênero Acaena, pertencente à família Rosaceae.